# Nachtlicht
Nachtlicht è il terzo album in studio della cantante olandese Eefje de Visser, pubblicato l'8 gennaio 2016.

## Tracce
Testi e musiche di Eefje de Visser.
1. Scheef – 4:54
2. Mee – 3:44
3. Naartoe – 3:38
4. Stof – 4:28
5. Wakker – 4:50
6. Jong – 5:10
7. Staan – 3:38
8. Luister – 3:35
9. Wacht – 4:05
10. Wel – 4:14

Durata totale: 42:16

## Classifiche
| Classifica (2016) | Posizione massima |
| ----------------- | ----------------- |
| Belgio (Fiandre)  | 13                |
| Paesi Bassi       | 8                 |